# Thomas Labusiak
Thomas Labusiak (* 7. April 1970; † 22. Juli 2017) war ein deutscher Kunsthistoriker und von 2010 bis zu seinem Tod Kustos der Domschätze von Halberstadt und Quedlinburg.

## Leben
Thomas Labusiak erwarb 1999 an der Universität Augsburg den Magister Artium in Kunstgeschichte, Klassischer Archäologie und Volkskunde. Er wurde 2005 bei Rainer Kahsnitz über „Die Ruodprechtgruppe der ottonischen Reichenauer Buchmalerei. Bildquellen – Ornamentik – stilgeschichtliche Voraussetzungen“ promoviert. Von 2004 bis 2006 war er wissenschaftlicher Sekretär der Ausstellung „Canossa 1077 – Erschütterung der Welt“ in Paderborn, daneben hatte er Lehraufträge an den Universitäten von Paderborn und Augsburg. Von 2007 bis 2010 war er Museumsleiter des Portals zur Geschichte in Bad Gandersheim und leitete ein Forschungsprojekt zum Stift Gandersheim an der Universität Göttingen. 2010 wurde er zum Kustos der Domschätze von Quedlinburg und Halberstadt berufen.
Labusiak wurde in Quedlinburg heimisch, wo er zusammen mit seiner Frau ein denkmalgeschütztes Fachwerkhaus bewohnte, für dessen vorbildliche Restaurierung sie einen Denkmalschutzpreis erhalten haben. Er starb im Juli 2017 nach einer schweren Krankheit.

## Monographien
- Die Ruodprechtgruppe der ottonischen Reichenauer Buchmalerei. Bildquellen – Ornamentik – stilgeschichtliche Voraussetzungen (= Denkmäler Deutscher Kunst). Deutscher Verlag für Kunstwissenschaft, Berlin 2009, ISBN 978-3-87157-222-7.
- Kostbarer als Gold: der Domschatz in der Stiftskirche St. Servatii in Quedlinburg. Verlag Janos Stekovics, Wettin 2015, ISBN 978-3-89923-347-6.
- Die Stiftskirche St. Servatii Quedlinburg (= Steko-Kunstführer. Band 43). 2. Auflage. Janos Stekovics, Wettin-Löbejün 2019.

## Aufsätze
- „Redditae sunt ad Augiam et patrate sunt novae“. Die Malermönche in Sankt Gallen und der Reichenau und eine gemeinsame Quelle ihrer Kunst. In: Zeitschrift des Deutschen Vereins für Kunstgeschichte. 58, 2004, S. 116–146.
- Kostbarer als Gold. Reliquien und Reliquiare der Domschätze Halberstadt und Quedlinburg. In: Das Münster. Zeitschrift für christliche Kunst und Kunstwissenschaft. Band 63, 2010, S. 347–357.
- Die Kölner Buchmalerei des frühen und hohen Mittelalters. Ein Überblick. In: Dagmar Täube, Miriam Verena Fleck (Hrsg.): Glanz und Größe des Mittelalters. Kölner Meisterwerke aus den großen Sammlungen der Welt. Hirmer, München 2011, S. 36–49.
- Möge deine Barmherzigkeit auf uns schauen! Heinrich III. und die Reichsabtei Echternach. In: Klaus Gereon Beuckers (Hrsg.): Buchschätze des Mittelalters. Forschungsrückblicke – Forschungsperspektiven. Regensburg 2011, S. 93–108.
- Legitimation durch Tradition. Die Buchkunst der Ottonen und Erzbischof Egbert von Trier (977–993). In: Andreas Ranft, Wolfgang Schenkluhn (Hrsg.): Kunst und Kultur in ottonischer Zeit. Forschungen zum Frühmittelalter. Regensburg 2013, S. 187–200.
- Zum Stil des Hitda-Codex. In: Klaus Gereon Beuckers (Hrsg.): Äbtissin Hitda und der Hitda-Codex (Universitäts- und Landesbibliothek Darmstadt, Hs. 1640). Wissenschaftliche Buchgesellschaft, Darmstadt 2013, S. 75–88.
- Dome und Domschätze in Halberstadt und Quedlinburg als historische Stätten. Chancen und Risiken. In: Gabriele Köster (Hrsg.): Geschichte und kulturelles Erbe des Mittelalters. Umgang mit Geschichte in Sachsen-Anhalt und andernorts. Regensburg 2014, S. 48–61.